# Sarajevo City Center
El Sarajevo City Center (SCC) es un centro comercial e inmobiliario ubicado en Sarajevo, capital de Bosnia y Herzegovina. El complejo inmobiliario consta de tres partes principales: un centro comercial y de entretenimiento, un hotel cinco estrellas y una torre de oficinas comerciales, con una zona de estacionamiento común.
La obra se encuentra en el barrio de Marijin Dvor, cerca del Edificio de la Amistad Grecia-Bosnia y Herzegovina (el principal edificio administrativo del país), el Museo Nacional de Bosnia y Herzegovina y el campus principal de la Universidad de Sarajevo, entre otros edificios púbulicos.
Inaugurado en 2014, el complejo tiene un total de 105 mil metros cuadrados construidos, siendo el principal centro comercial del país. En su fachada se encuentra el SCC Media, una pantalla gigante utilizada para la transmisión de publicidad, noticias y eventos deportivos, siendo uno de los más grandes de Europa.